# 佐藤真生
佐藤 真生(MAO)（さとう　まさお、(まお)、1963年（昭和38年） - ）は、山形県酒田市生まれの画家。

## 人物
山形県立酒田東高等学校を卒業後、東京学芸大学美術教育科、同大学院教育研究美術科修了。
1990年大学院修了の年に目黒区立美術館区民ギャラリーにおいて初個展を開催。同年多摩秀作美術展準大賞（青梅市立美術館）、1991上野の森美術館絵画大賞展佳作（上野の森美術館）、1993年安井賞展賞候補など数々の受賞歴がある。
1997年には本間美術館において個展。「佐藤真生展 ―譚海への招待―（本間美術館　1997年）」継承される「譚（はなし）」をテーマとし故郷から得た心象風景を再構築する独自の作風は、国内のみならず国外からの評価も高い。2016年より地域伝承文化をテーマとした子どものワークショップ「YUME-KASAFUKU（夢傘福　ゆめかさふく）Project」を行う等、アート教育分野の活動にも取り組んでいる。平面作品の他に、立体、映像、オブジェ、執筆など幅広く制作活動を行っている。作家名ではMAOを使用している。

## 主な受賞歴
- 1990年 第4回多摩秀作美術展 準大賞（青梅市立美術館 / 東京）
- 1990年 第8回上野の森美術館絵画大賞展 佳作賞フジテレビ賞（上野の森美術館 / 東京）

## 略歴
- 1990年
  - 個展「夕映えサーカス」（目黒区美術館区民ギャラリー / 東京）
  - 第4回多摩秀作美術展　準大賞（青梅市立美術館 / 東京）
  - 第8回上野の森美術館絵画大賞展　佳作賞（上野の森美術館 / 東京）
- 1991年
  - ART EXPO展（ニューヨーク）
- 1992年
  - 日本の絵画展（マンリー美術館 / オーストラリア）
- 1993年
  - 安井賞展　賞候補（池袋西武 / 東京）
- 1995年
  - 「未来のノスタルジー展」（山形美術館 / 山形）
  - 第4回前田寛治大賞展（鳥取県立倉吉博物館 / 鳥取）
- 1997年
  - 「佐藤真生展　潭海への招待」（本間美術館 / 山形）
- 1998年
  - 「両洋の眼展」（日本橋三越 / 東京　他）
  - 「李庚・大野廣子・佐藤真生　展」（本間美術館 / 山形）
- 2006年
  - 「作家の視展2006」（上野の森美術館 / 東京）
- 2008年
  - 「最上川展」（本間美術館 / 山形）
- 2013年
  - 「佐藤真生展　＿HOME 家＿　」（武蔵野市立吉祥寺美術館 / 東京）
- 2016年
  - 「佐藤真生の世界展　－間（Ma）－　」（公益財団法人酒田市美術館 / 山形）
- 2018年
  - 「YUME-KASAFUKU Project in INSEA 2018」開催（ アアルト大学/ フィンランド）
  - 「YUME-KASAFUKU Project in NZ」開催（ オレワ/ ニュージーランド）
- 2019年
  - 「コンパスヨコハマ2019」（みなとみらい　主催：公益財団法人横浜市芸術文化振興財団　共催：横浜市/神奈川）のアートディレクション担当
  - 「YUME-KASAFUKU　Project in Poland」開催（ワルシャワ/ポーランド）　日本-ポーランド国交樹立100周年　芸術文化交流事業
- 2020年
  - 「アートマルシェ2020」「いいいろいろいろ展」（酒田市　主催：酒田市　酒田市/山形）のアートディレクション担当
  - 「あぶみあ～と　展」（旧鐙屋/酒田市　主催：酒田市教育委員会）の企画・アートディレクション　（酒田市/ 山形）

## その他
- 1995年
  - 読売新聞　文芸欄の挿絵担当
- 1998年
  - 講談社現代新書「恥と意地」鑪　幹八郎著　表紙画担当
- 2006年 - 2009年
  - 月刊誌「SPOON」（コマツ・コーポレーション刊）の表紙作品担当
- 2009年
  - 仏ワイン「Your　Tree」（ワンガリ・マータイ氏が提唱するプラネット・ユルジョンスへの参加品）のラベルデザイン担当
- 2009年-2021年
  - 山形新聞　文化欄「アート　フロンティア」執筆連載中
- 2012年
  - 酒田市立平田小学校　校章デザイン担当
- 2017年－
  - 「酒田雛街道」公式ポスター　作品担当
- 2020年
  - Discover Japan　6月号　表紙担当
  - 出羽桜酒造「特別純米酒アマビエさま」」「大吟醸アマビエさま」ラベルデザイン担当
- 2022年
  - 東京大学　駒場キャンパス　「食堂コマニ」のロゴ・キャラクターデザイン担当
- 2023年
  - 御堂筋ランウェイ2023（大阪 主催：大阪府）アートオブジェ作品「夢見る金魚」歌手MISIAと共演